# Boline
Boline – w Wicca, nóż rytualny, wykorzystywany jako magiczne narzędzie. W przeciwieństwie do athame, (który jest bardziej tradycyjny i nie używany do ścinania) boline używa się do ścinania powrozów, ziół, czy rzeźbienia świeczek, itd. To mały nóż o prostym lub zakrzywionym, pojedynczym ostrzu i tradycyjnie białym trzonku.
Jest włączany do kanonu narzędzi magicznych używanych również w innych tradycjach (vide Wicca eklektyczna). Wśród późniejszych tradycji opinie co do niego różnią się, ponieważ istnieją wątpliwości czy boline jest słusznie magicznym narzędziem, czy tylko użytkowym. Czasami nóż nazywany kirfane (różne pisownie) jest wykorzystywany do tych samych celów co boline.
Zgodnie z filozofią Kitchen Witchcraft, użycie magicznego narzędzia do celów codziennych jest wskazane, co czyni boline czy athame bezużytecznymi. Niektóre tradycje, w rodzaju tej Roberta Cochrane'a, zalecają użycie tego samego noża do rytuałów i celów praktycznych.
Wiele boline reklamowanych w on-line'owych "sklepach magicznych", ma charakterystyczny kształt sierpa i służy do zbioru ziół. Ten księżycowy kształt pojawia się w Kluczu Salomona, średniowiecznym grymuarze, który jest jednym ze źródeł dla współczesnej Wicca. Co warte wspomnienia celem uniknięcia pomyłek, włoska wersja Klucza zawiera hakowato-wygięty nóż zwany artauo (prawdopodobnie alternatywna nazwa athame) oraz prosty, igło-podobny zwany bolino. 

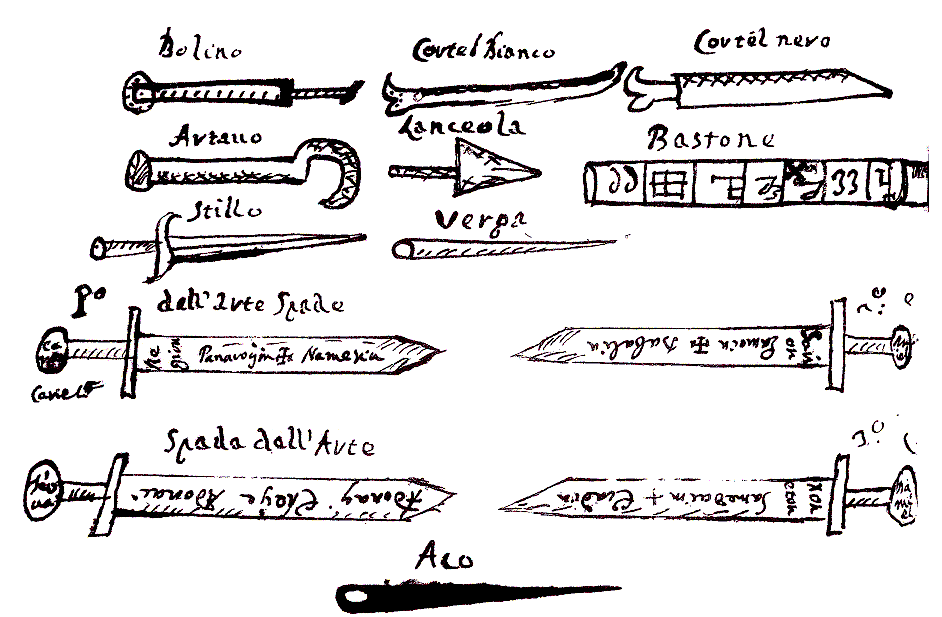
Wycinek z XVI-to wiecznej wersji Klucza Salomona. Boline górny lewy, Artavo (athame) pod spodem.